# Kasteel Nieuwland

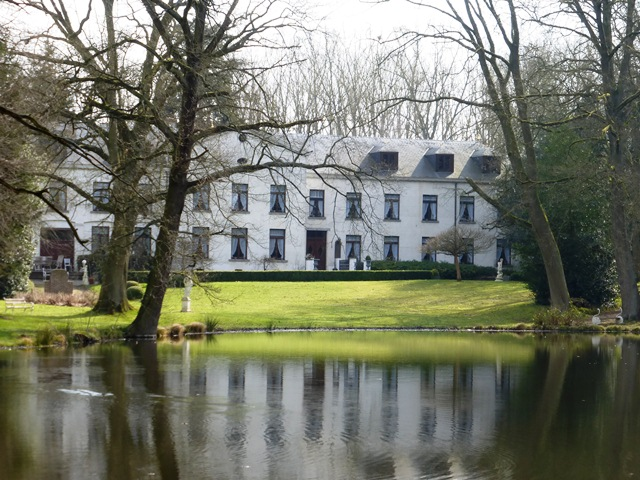
Kasteel Nieuwland

Het Kasteel Nieuwland is een kasteel in de tot de Vlaams-Brabantse gemeente Aarschot behorende plaats Gelrode, gelegen aan de Beemdenstraat 61.

## Geschiedenis
Het 43 ha metende goed behoorde tot aan de Franse Revolutie toe aan de Abdij Vrouwenpark te Rotselaar. Het kwam na de openbare verkoop uiteindelijk in bezit van baron François Joseph de Loën d'Enschede. Omstreeks 1810 liet hij een neoclassicistisch landhuis bouwen met daarnaast een vroeg voorbeeld van een landschapstuin. In 1849 kwam het goed aan Johannes Vanbergen, die brouwer was te Aarschot. Een sierlijke Chinese boogbrug over de "lust-vijver" in het park herinnert aan de situatie van begin 19e eeuw.
Het kasteel ligt nabij de Demer